# Le Dernier Tango à Paris
Pour plus de détails, voir Fiche technique et Distribution.
Le Dernier Tango à Paris (titre original : Ultimo tango a Parigi) est un film italo-français de Bernardo Bertolucci sorti en 1972.
Le film raconte l'histoire d'un Américain (Marlon Brando) et d'une jeune Française (Maria Schneider) qui se retrouvent dans un appartement parisien pour discuter et faire l'amour. L'œuvre a polarisé la critique, certaines scènes de sexe ayant été jugées inacceptables et humiliantes. Alors que certains critiques écœurés rejettent complètement le film, d'autres parlent d'un chef-d'œuvre de l'histoire du cinéma.
Temporairement soumis à des mesures de censure à sa sortie, le film est devenu un succès planétaire en salles, contribuant à redorer le blason quelque peu terni de la vedette Marlon Brando. Bertolucci a permis à Brando d'improviser dans certaines scènes et d'y intégrer des expériences tirées de son propre vécu. Thématiquement, le film traite de la douleur existentielle et de l'oppression de l'individu par les institutions et les attentes sociales.

## Synopsis
Un matin d'hiver, sous le pont d'un métro aérien, Jeanne, une jeune femme française d'une vingtaine d'années dépasse un homme à l'allure fatiguée, Paul, quadragénaire américain établi à Paris. Les deux arrivent à quelques secondes d'intervalle pour visiter un appartement à louer du 16e arrondissement de Paris, au-dessus du pont de Bir-Hakeim et de la station de métro Passy. En tirant les volets, Jeanne découvre avec surprise Paul recroquevillé dans une encoignure. Après avoir échangé quelques banalités, sans rien savoir l'un de l'autre, ils se mettent brusquement à faire l'amour, puis repartent sans savoir leurs noms respectifs car lui ne veut pas le savoir. Paul loue l'appartement que Jeanne visitait en vue de son mariage et le couple s'y donne rendez-vous pour leurs rapports charnels d'une violence croissante.

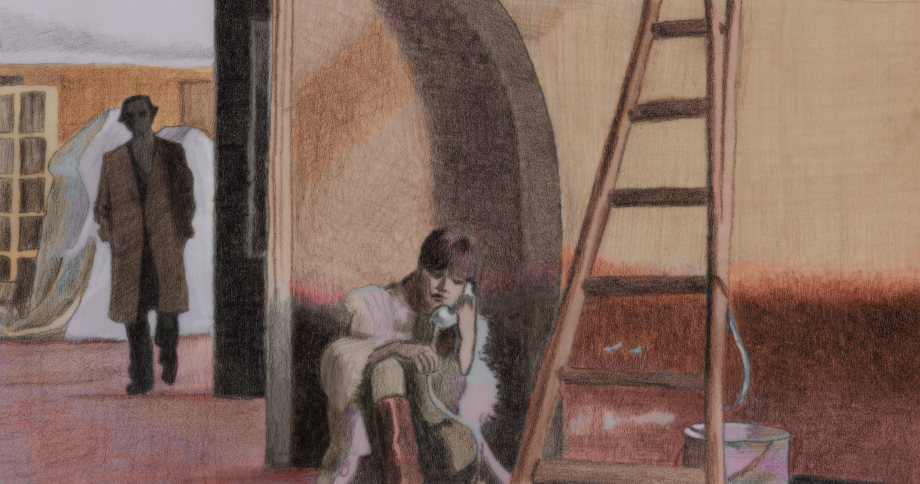
Paul (Marlon Brando) et Jeanne (Maria Schneider) dans une scène du film.

Hors du lieu privilégié qu'est l'appartement aux volets clos, chacun retrouve sa vie quotidienne. Paul a épousé une jeune femme, propriétaire d'un hôtel minable où ils vivent depuis cinq ans : Rosa le trompe avec un des pensionnaires de l'hôtel et vient de se suicider en s'ouvrant les veines dans la salle de bains de leur chambre (sans donner les raisons de son geste). Jeanne retrouve sa mère, une veuve de colonel et son fiancé Tom, un réalisateur de télévision débutant qui tourne un film en 16 mm dont elle est le sujet et qui trouvera sa conclusion avec leur mariage.
Pendant les trois jours qui séparent le drame des obsèques de la femme de Paul, ils s'engagent dans une relation intense, houleuse, brève, désespérée. Quand Paul accepte de se confier à la jeune femme, il se révèle un raté qui fut tour à tour acteur, révolutionnaire, boxeur et journaliste. Lorsqu'il lui apprend que, rongé par le suicide de sa femme, il s'est abîmé dans une sexualité déchaînée, il devient un homme âgé sans mystère. Jeanne qui refuse de quitter sa vie de petite-bourgeoise, rompt avec lui. Paul ne comprend pas et la persuade de se rendre dans un dancing où se déroule un concours de tango très guindé. Attablés ensemble, Paul avoue qu'il l'aime et la force à boire. Éméchés, les amants se mettent à danser sur la piste, parodiant les danseurs de tango de manière provocante. Jeanne refuse la prolongation de l'aventure et quitte en courant la salle de bal du « Dernier Tango ». Paul la poursuit jusqu'à l'appartement en haut de l'immeuble de Montparnasse où elle habite, cherche à la charmer et lui demande enfin son nom. Apeurée par sa violence et pour échapper à l'emprise destructrice de cet homme désespéré, elle prend dans un tiroir le revolver d'ordonnance de son père, colonel. Alors qu'il a coiffé, en un dernier geste de défi, le képi à cinq galons du père, il s'approche de Jeanne qui semble céder. Elle tire, Paul titube jusqu'au balcon et s'écroule. Jeanne vient de tuer Paul avec cette arme de service.

## Fiche technique
- Titre original italien : Ultimo tango a Parigi
- Titre français : Le Dernier Tango à Paris[5]
- Réalisation : Bernardo Bertolucci
- Scénario : Bernardo Bertolucci, Franco Arcalli
- Décors : Ferdinando Scarfiotti
- Costume : Gitt Magrini
- Photo : Vittorio Storaro
- Montage : Franco Arcalli
- Musique : Gato Barbieri
- Production : Alberto Grimaldi
- Sociétés de production : Produzioni Europee Associati, United Artists
- Société de distribution : United Artists
- Pays de production :  Italie /  France
- Langues de tournage : français, anglais
- Format : couleur - 1,75:1 - Son mono - 35 mm
- Durée : 125 minutes
- Dates de sortie : 
  - Italie : août 1972 (Mostra de Venise 1972) ; 13 décembre 1972 (Milan)
  - France : 15 décembre 1972
- Classification : 
  - France : Interdit aux moins de 18 ans lors de sa sortie en salles et aux moins de 16 ans aujourd'hui
- Affiches : Jouineau Bourduge (États-Unis, France)

## Distribution
- Marlon Brando : Paul
- Maria Schneider : Jeanne
- Jean-Pierre Léaud : Tom
- Massimo Girotti : Marcel
- Marie-Hélène Breillat : Monique
- Catherine Allégret : Catherine
- Veronica Lazăr : Rosa
- Catherine Breillat : Mouchette
- Rachel Kesterber : Christine
- Luce Marquand : Olympia
- Gitt Magrini : la mère de Jeanne
- Maria Michi : la mère de Rosa
- Darling Légitimus : la concierge de l'immeuble
- Giovanna Galletti : la prostituée
- Armand Abplanalp : le client de la prostituée
- Catherine Sola : la script-girl
- Dan Diament : l'ingénieur du son
- Peter Schommer : l'assistant-opérateur
- Mauro Marchetti : le caméraman
- Mimi Pinson : le président du concours de tango
- Ramón Mendizábal : le chanteur de l'orchestre de tango
- Gérard Lepennec : un déménageur
- Stéphan Koziak : un déménageur

Ainsi que, dans des scènes coupées au montage :
- Laura Betti : miss Blandish
- Jean-Luc Bideau : le capitaine de la péniche
- Michel Delahaye : le vendeur de bibles

## Production

### Genèse et développement
Bernardo Bertolucci montre son scénario au producteur Alberto Grimaldi, qui l'apprécie et décide de le produire. Au départ, Bertolucci voulait confier les rôles principaux au duo d'acteurs de son dernier film, Le Conformiste, Dominique Sanda et Jean-Louis Trintignant. Mais Sanda décline l'offre car elle attend un enfant,, et Trintignant ne veut pas se déshabiller devant la caméra. Bertolucci contacte donc contacté d'autres acteurs. Il admire Jean-Paul Belmondo pour ses interprétations dans les films de Jean-Luc Godard et lui envoie le scénario. Mais celui-ci ne veut même pas le rencontrer, affirmant qu'il ne tourne pas dans des films pornographiques. Alain Delon, apprécié par Bertolucci pour ses rôles dans les films de Visconti, se montre intéressé, mais insiste pour être lui-même le producteur, ce qui l'écarte du projet,,.
Bertolucci n'avait pas du tout pensé à Brando jusqu'à ce que quelqu'un mentionne son nom. Grimaldi avait déjà produit le drame anticolonialiste Queimada (1970), avec Brando dans le rôle principal. Le comportement obstiné de Brando pendant le tournage de Queimada avait entraîné des dépassements de coûts et de délais, ce qui avait conduit Grimaldi à lui réclamer des dommages et intérêts. En juin 1971, Grimaldi obtient d'un tribunal le gel des avoirs de Brando. La situation de Brando s'aggrava encore ; il avait besoin d'argent pour agrandir sa résidence à Tahiti et pour régler des litiges judiciaires concernant la garde de ses enfants et le paiement d'une pension alimentaire. Le succès commercial du film Le Parrain, sorti en mars 1972, lui permet certes de faire son retour artistique, mais ne résout pas ses difficultés financières, car il avait renoncé à une participation aux bénéfices au profit d'un versement modeste mais rapide. Grimaldi est convaincu que Brando serait un bon choix pour le rôle et promet d'abandonner ses poursuites judiciaires si celui-ci accepte de jouer dans Le Dernier Tango,. Il lui offrit un cachet de 250 000 dollars et une participation de 10 % aux bénéfices,,.
Bertolucci et Brando se sont rencontrés pour la première fois à Paris. Bertolucci l'admirait depuis son enfance et l'a accueilli avec le plus grand respect et une nervosité palpable. Il lui présente sommairement le thème du film qu'il prévoit de réaliser et le personnage qu'il imagine. Brando regarde la bande-annonce du Conformiste et accepte sans même lire le scénario. Afin de mieux faire connaissance, il invite le réalisateur à Los Angeles. Bertolucci s'y rend en novembre 1971, trois mois avant le début du tournage. Il explique à Brando que le scénario n'est qu'un point de départ et qu'il souhaite développer le personnage avec l'acteur par le biais de l'improvisation. Comme il considère Brando comme quelqu'un de très instinctif, il tenta d'établir une « relation pré-rationnelle » avec lui. Sa visite s'est transformée en une sorte de séance de psychanalyse de deux semaines, au cours de laquelle Bertolucci interroge l'acteur sur son enfance, ses parents et ses fantasmes sexuels. Brando oscille entre une franchise fascinée et le souci de préserver sa vie privée. Les deux hommes s'entendent bien,,,.
Après l'accord de Brando, Grimaldi rencontre d'importantes difficultés pour assurer le financement et la distribution du film ; les sociétés sollicitées refusent dans un premier temps. Metro-Goldwyn-Mayer ne savait pas quoi faire du projet en raison de son contenu érotique. Paramount, qui a distribué Le Conformiste aux États-Unis, craint une répétition des problèmes rencontrés avec Brando dans Queimada. Finalement, United Artists accepte de participer à hauteur de 800 000 dollars américains ; le coût total s'élève toutefois à 1,4 million,.
Une fois la distribution avec Brando confirmée, Bertolucci fait venir une centaine d'actrices à Paris pour des auditions ; elles doivent toutes se dénuder le haut du corps,. Parmi elles, Maria Schneider est une jeune fille qui a quitté l'école à 15 ans et qui n'a interprété à 19 ans que des petits rôles dans trois films. Bertolucci est immédiatement convaincu par son naturel,. Ses collaborateurs sont sceptiques quant à son choix, personne d'autre que lui n'ayant vu son potentiel : « Elle a quelque chose de sauvage, de timide ».

### Tournage

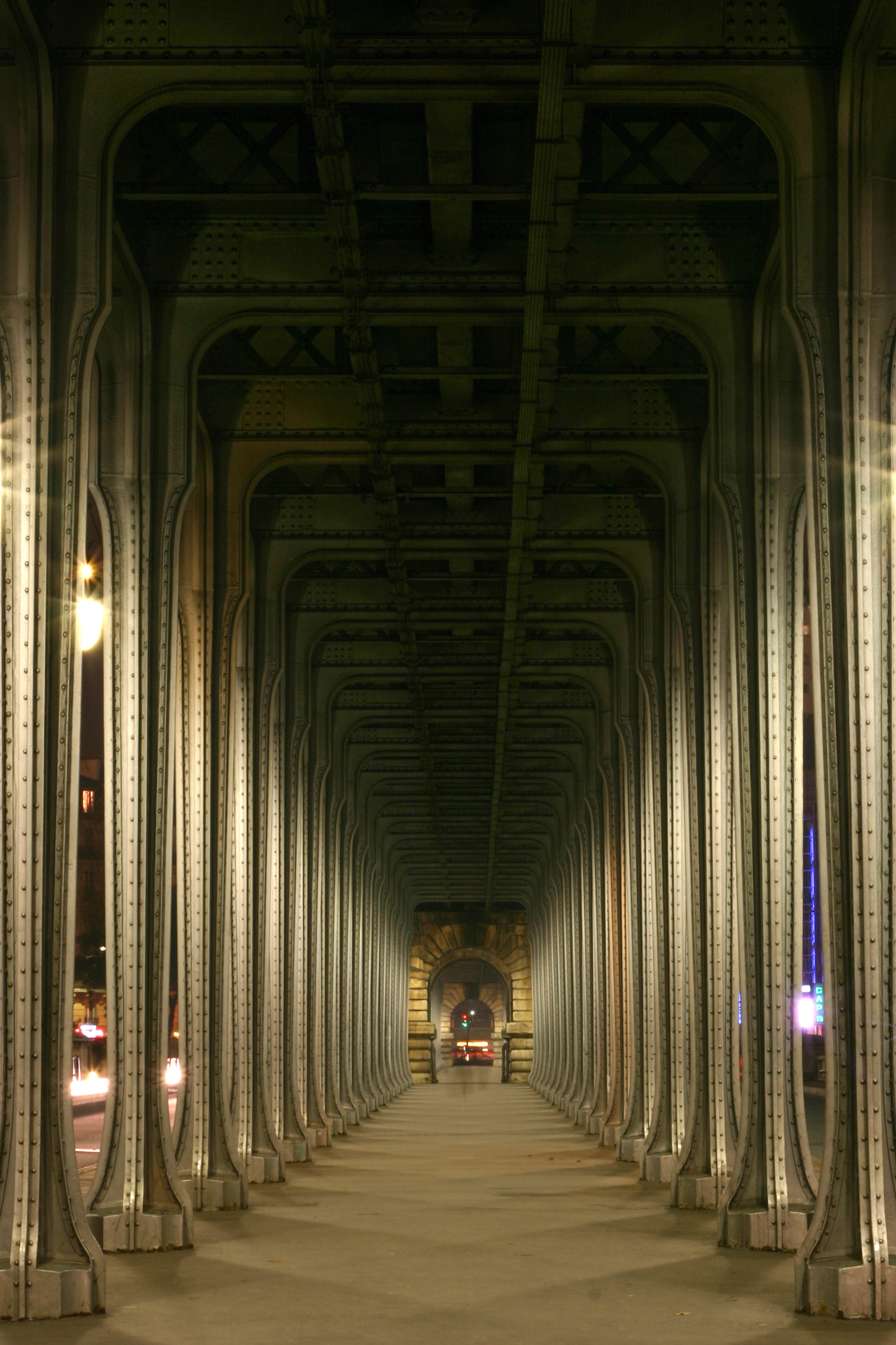
Passage piétonnier sous le métro aérien du pont de Bir-Hakeim, où commence le film.

Le tournage s'est déroulé de février à avril 1972,,. La scène d'ouverture est tournée sur le pont de Bir-Hakeim, dans le quartier ouest de Paris, à Passy. C'est là que se trouve l'appartement de la rue Alboni, que le film présente comme étant la rue Jules Verne. La véritable rue Jules Verne est cependant située loin de là, dans le XIe arrondissement, à l'est de la ville. La plupart des acteurs ont joué leur rôle en français et Brando en anglais,,, sauf dans le dialogue avec Marcel, où il parle français. Dans les pays anglophones, le film est sorti en version originale avec des sous-titres pour les dialogues en français, écrits par Agnès Varda.
Brando est syndiqué et refuse de travailler le samedi. Bertolucci tourne donc les scènes avec Jean-Pierre Léaud ce jour-là, de sorte que Léaud et Brando ne se rencontrent jamais, comme dans le film Tom et Paul. Les acteurs travaillent jusqu'à 14 heures par jour. Les journées semblent interminables et se confondent les unes avec les autres. Maria Schneider est complètement épuisée par les tournages qui duraient jusqu'à vingt-deux heures, voire minuit, et elle s'arrête parfois pour pleurer d'épuisement. Brando s'arrête tous les jours à dix-huit heures et quitte le plateau.
Au début de leur collaboration, Brando emmène Schneider dans un bistrot voisin et ils se regardent dans les yeux en silence pendant 30 minutes afin de mieux se connaître. Bertolucci affirme que Schneider est vite devenue fixée de manière œdipienne sur Brando. Des rumeurs et des déclarations contradictoires circulent quant à une éventuelle liaison entre Schneider et Brando. Schneider raconte plus tard que Brando voulait lui donner de longues leçons, mais qu'elle le faisait rire et le déconcentrait ; elle nie toute relation père-fille,,.
L'équipe savait que Brando avait souvent compliqué le travail des techniciens lors de films précédents en se comportant comme une diva. Mais pendant le tournage du Dernier Tango, il se montre constructif et entretient de bonnes relations avec le réalisateur,,,. Bertolucci et Brando se retirent chaque jour pendant plusieurs heures pour explorer, dans une sorte de psychanalyse mutuelle, quels sentiments exprimer dans quelle scène et comment. Ils s'inspirent mutuellement et leur volonté de prendre des risques va crescendo. Ils forment un duo soudé dont Maria Schneider et l'équipe sont exclues, laissant les autres dans l'incertitude quant aux changements surprenants apportés au scénario. Le réalisateur accorde à Brando des libertés qui avaient valu à ce dernier tant d'ennuis avec d'autres réalisateurs.
Bertolucci veut traiter les deux personnages de la même manière et donc les filmer tous les deux nus. Le réalisateur insiste pour que les scènes de nudité soient réelles et non simplement suggérées : « J'avais le choix entre montrer le sexe de manière directe ou par des allusions. La deuxième solution aurait été pornographique, car ce qui est vraiment pornographique, c'est l'hypocrisie ». Ces scènes dérangent beaucoup Brando. Elles doivent être reportées de plusieurs semaines à cause de lui, afin qu'il puisse perdre quelques kilos.
Lieux
- À Paris
  - Paris 1er (Halles de Paris, rue de la Cossonnerie)
  - Paris 6e  (rue Vavin)
  - Paris 7e  (gare d'Orsay)
  - Paris 8e  (hôtel Wilson,rue de Stockholm)
  - Paris 10e (canal Saint-Martin)
  - Paris 12e (gare de Lyon, place Louis-Armand)
  - Paris 14e (gare Montparnasse)
  - Paris 15e (station de métro Bir-Hakeim)
  - Paris 16e (rue de l'Alboni, station de métro Passy)
  - Paris 17e (hôtel Tivoli Étoile, rue Brey, salle Wagram rue de Montenotte)
- Dans les Hauts-de-Seine
  - Asnières-sur-Seine (cimetière animalier, quai du Docteur-Dervaux)
  - Châtillon (propriété Frémont, actuelle maison municipale des Arts)

## Thèmes
Le Dernier Tango ne traite du sexe que de manière superficielle. Dans les discussions autour du film, le thème du sexe est souvent surestimé et occulte les véritables thèmes de l'œuvre,,. Il s'agit plutôt d'un moyen d'exprimer les problèmes modernes liés à l'identité et à la communication. Le thème principal est la douleur existentielle au sein des limites de la civilisation contemporaine, qui décompose l'être humain et le plonge dans le désespoir,,,,. Il existe différentes interprétations de l'œuvre, qui témoignent de sa complexité. Bertolucci laisse délibérément certaines choses dans l'ombre, de sorte qu'il est impossible de comprendre le film dans son intégralité. L'intention déclarée de Bertolucci était que le film ait finalement une signification différente pour chacun. La signification décisive d'une œuvre dépend toujours du spectateur.

### Retrait du monde dans un espace dédié à Éros
À l'origine, Bertolucci envisage de situer l'action à Milan ou à Rome, mais lorsqu'il a l'idée du titre Ultimo tango a Parigi, celui-ci lui plaît beaucoup. « Il avait quelque chose. Paris est comme la ville interdite, elle semble avoir été construite spécialement pour les tournages ». Il s'est inspiré du roman Le Bleu du ciel (1937) de Georges Bataille, dans lequel le personnage principal couche avec une inconnue. Bertolucci avait l'« obsession » de rencontrer et d'aimer une femme inconnue dans un appartement anonyme, ce qui lui a fourni l'idée de base du scénario qu'il a écrit avec Franco Arcalli. Il a expliqué que seul un scénario bien ficelé lui permettait de vraiment improviser,.
Paul a aménagé l'appartement situé dans la rue Jules Verne, une rue imaginaire, la « rue des fantasmes », comme un « lieu sacré » pour sa sexualité. Pour Bertolucci, c'est un « espace privilégié ». La pièce, dans laquelle repose le matelas à même le sol, avec sa forme ronde et ses tons orange chaleureux, est un ventre maternel dans lequel Paul et Jeanne peuvent régresser, une sorte de terrain de jeu pour enfants,. Dans l'appartement se trouve une étrange structure recouverte de draps blancs, une chambre noire. Elle rappelle une œuvre d'art moderne et exprime la solitude et le vide spirituel. La concierge de l'immeuble ne semble pas s'intéresser à l'identité des personnes qui vont et viennent. En interdisant de se donner son nom ou de parler de sa vie, Paul veut bannir la définition sociale de l'être humain de l'appartement,. Il congédie ainsi la culture et la civilisation, les règles et les tabous répressifs : « Le langage du corps, les gestes et les expressions faciales sont plus directs, plus existentiels ». Bertolucci lui-même voit dans le contact sexuel une nouvelle forme de langage qui leur permet de communiquer librement, sans les inhibitions de l'inconscient. La régression psychique peut être comprise comme une protestation contre les insuffisances de la civilisation, comme un mouvement rétrograde progressif. On découvre alors un « érotisme vivant, non socialisé ». Le sexe n'est pas ici une succession d'étapes connues comme dans le tango, mais plutôt une exploration des recoins les plus secrets du corps et de l'esprit.
Lorsque Bertolucci écrit le scénario, il pense que l'appartement est une île sur laquelle on pouvait s'échapper du monde. Plus tard, il remarque que Paul et Jeanne sont des « participants à l'histoire ». Ils ne pourraient pas échapper à leur propre situation sociale, car même la tentative d'évasion fait partie de ce dispositif : « On ne peut pas se cacher dans une chambre ; la réalité va entrer par la fenêtre ». Il se rend compte qu'au fond, le film ne parle pas d'un couple, mais de la solitude. Jeanne se plaint que Paul ne l'écoute pas. Certaines critiques reconnaissent le message du film dans le fait que le sexe ne peut pas être un refuge contre et une alternative à des relations approfondies et à la responsabilité l'un envers l'autre. Paul et Jeanne échouent dans leur tentative d'évasion parce qu'ils sont incapables d'un véritable partenariat. Après chaque rencontre, la solitude se réinstalle, leur érotisme est dépourvu de dimension spirituelle. Le sexe sans tendresse, utilisé comme moyen de pouvoir, conduit au chaos et au désespoir. Bertolucci estime que les relations ne sont érotiques qu'au début ; au fur et à mesure qu'elles durent, elles perdent leur pureté animale. Jeanne et Paul tentent en vain de préserver cette pureté.

### Contexte idéologique: principe de plaisir et répression
Marxiste convaincu, Bertolucci traite directement des questions politiques dans ses quatre films, de Prima della rivoluzione (1964) au Conformiste (1970). Dans Le Dernier tango à Paris, elles n'apparaissent que de manière sous-jacente ; il se tourne vers le côté individualiste et subjectif de la pensée révolutionnaire. Néanmoins, certains le classent comme le film le plus politique du réalisateur à ce jour, car il visualise ces questions dans la lutte entre la liberté sexuelle et la répression psychique.
Sa vision du monde est influencée par le philosophe Herbert Marcuse. Marcuse est convaincu qu'il est possible, dans la société industrielle, de réduire le travail aliéné à un minimum vital et de bannir le principe de performance. En revenant en arrière, en régressant avant le niveau atteint par la rationalité civilisatrice, vers un ordre instinctif non oppressif, on peut libérer le principe de plaisir réprimé. Mais la forme familiale bourgeoise réprime les sentiments et les besoins physiques, elle civilise le sauvage en l'homme. Le sexe frénétique n'est possible qu'en s'isolant de la société, et l'appartement est donc un espace utopique dans lequel le principe de performance ne s'applique pas,. Jeanne mentionne dans un dialogue des ouvriers qui viennent dans l'appartement et enlèvent leurs vêtements de travail pour faire l'amour. L'arrangement de Paul avec Jeanne est une « tentative spontanée d'échapper à la société de la performance ». Outre l'incapacité relationnelle, il y a là une autre raison de l'échec de l'utopie sexuelle de Paul : Bertolucci veut montrer que la rédemption et la liberté sont impossibles dans le présent, en dehors d'un changement social historique, avant la révolution.
L'écrivain Alberto Moravia, ami de Bertolucci, voit dans Le Dernier Tango deux forces opposées, à savoir Éros, qui incarne le principe de plaisir, et Thanatos, le principe de mort. La maison est le siège privilégié d'Eros, tandis que Thanatos règne sur tout le reste, sur le monde extérieur. L'Éros reste comme la seule possibilité d'articulation parfaite dans la civilisation, ce qui signifie une critique claire de la culture occidentale par Bertolucci : « Le sexe est vivant. Tout le reste est mort : la bourgeoisie, l'honneur, les ordres, la famille, le mariage et même l'amour lui-même ». La société bourgeoise occidentale ne connaît pas d'autre véracité vivante que le sexe, en revanche, le film réalisé par Tom à l'extérieur est faux. Selon lui, la société a supprimé le sexe afin d'engager la force de l'homme dans le travail,. Bertolucci explique que dans la société bourgeoise occidentale, la relation de couple est marquée par la solitude et la mort. Dans son film, les personnages vivent le sexe comme un nouveau langage. La mention du tango en est un signe. La danse du tango est née au début du XXe siècle dans les maisons closes de Buenos Aires et a bénéficié en Europe, en tant qu'importation, d'un vernis de perversité et d'érotisme. Les couples de danseurs bourgeois qui s'exercent au tango chez Bertolucci l'exécutent de manière ritualisée et sans vie. Si le tango avait encore le sang chaud dans Le Conformiste, il en est fait ici une caricature froide.

#### Scène de sodomie
Dans la tristement célèbre « scène du beurre », Paul dit : « Je vais te parler de la famille. Cette institution sacrée, destinée à transformer les sauvages en hommes vertueux. [...] La sainte famille, église des bons citoyens. Les enfants sont torturés jusqu'à ce qu'ils disent le premier mensonge. Jusqu'à ce que la volonté soit brisée par la violence. Jusqu'à ce que la liberté soit assassinée par l'égoïsme. Famille de merde, putain de famille de merde. Oh, mon Dieu ! » Paul met ainsi en garde Jeanne contre l'ordre patriarcal et phallique. Sa démarche est interprétée comme une tentative de transgresser les normes de bienséance de la société, de se rebeller contre elle en profanant non seulement Jeanne, mais aussi les convenances. C'est pour la même raison qu'il exige plus tard de Jeanne qu'elle mette ses doigts dans ses fesses,. Ses transgressions physiques et verbales profanent délibérément le sacré. Le comportement de Paul envers Jeanne est à double tranchant, il montre que les personnages sont prisonniers de leurs origines, tourmentés par les valeurs dominantes et ont intériorisé les prescriptions de la famille, de l'Église et de l'État. Il fait de lui-même un oppresseur, malgré une rhétorique rebelle, il exerce une autorité phallique,,. Le scénario prévoyait le monologue de Paul, mais pas l'acte de violence. Après la sortie du film, Bertolucci a estimé que les paroles de Paul devenaient plus claires s'il infligeait en même temps de la douleur à Jeanne, dans « une sorte de fureur didactique ». Plus tard, il a expliqué que l'autodestruction de Paul devait s'exprimer par un acte de violence envers la jeune fille.
Considérée comme la scène la plus choquante et la plus controversée, la scène de sodomie est devenue le moment le plus célèbre du film. On y voit Paul, dans le salon de l'appartement, maintenir de force Jeanne au sol, la déculotter, prendre avec ses doigts du beurre et l'introduire dans la raie des fesses de l'actrice,. Le contexte de cette scène de viol continue à faire parler de lui, même après des décennies. Les déclarations de Bertolucci à ce sujet en 2013 sont souvent interprétées comme le fait que Schneider n'aurait pas été informé du déroulement ultérieur de la scène. La scène leur serait venue à l'esprit, à Brando et à lui, alors qu'ils mangeaient des baguettes avec du beurre. « J'avais décidé que Maria ne devait pas le savoir, qu'elle devait le vivre directement pendant que nous tournions. [...] Quand elle s'est rendu compte de ce qui se passait, ça l'a assommée. [...] Bien sûr, Marlon ne la pénétrait pas vraiment. Mais comme nous ne lui avions pas dit à l'avance ce qui allait se passer, c'était comme un vrai viol. [...] Je ne sais pas si je ferais la même chose aujourd'hui ». Maria Schneider était perturbée après avoir joué cette scène : « C'était une humiliation incroyable. [...] Ce sont de vraies larmes ».

En 2016, Bertolucci s'est à nouveau exprimé à ce sujet et a parlé d'un « malentendu » : « Maria Schneider […] était prévenue de la scène de la sodomie simulée, écrite dans le scénario, mais pas de l'usage du beurre. ». Une archive de Paris Match de 1972 (refaisant surface en 2018), évoquant le tournage relate : 

« Pendant la scène, elle a hurlé, pleuré, pour de vrai. Après, elle a couru vers la chambre qui lui servait de loge, s'est jetée sur le lit, en larmes. Brando l'a rejointe, a mis un peu de musique. […] Quelques minutes plus tard quand Bertolucci a eu besoin d'eux — on était tout de même là pour tourner —, ils étaient toujours étendus sur le lit, la tête de Maria sur l'épaule de Brando. Elle était apaisée, hoquetait mollement, comme un enfant après les sanglots. »

Il ressort également d'une interview de Schneider publiée par le Daily Mail en 2007 qu'elle n'a pas été surprise par le viol joué pendant le tournage, mais qu'elle a appris juste avant le tournage qu'une modification avait été apportée au scénario, sans que l'on sache s'il s'agissait de la représentation d'un viol ou de l'utilisation de beurre : « Ils m'en ont parlé juste avant le début du tournage, et j'étais tellement en colère. [...] J'aurais dû appeler mon agent ou faire venir mon avocat sur le plateau, parce que tu ne peux pas forcer quelqu'un à faire quelque chose qui n'était pas dans le scénario, mais à ce moment-là, je ne le savais pas ». Elle déclare plus tard qu'elle assimile cette scène à un viol et qu'elle n'a jamais pardonné à Bertolucci,. Elle dit avoir « perdu sept ans de [sa] vie entre cocaïne, héroïne et dégoût de soi et repoussé des rôles directement inspirés de celui de Jeanne. »
Bertolucci, lors du décès de l'actrice en février 2011, dit avoir regretté de ne pas s'être excusé plus tôt. En 2013, il ajoute qu'il se sent coupable mais qu'il ne regrette pas car il voulait que Schneider ressente de la rage et de l'humiliation : il voulait capter sa réaction « en tant que fille et non en tant qu'actrice,. ».

## Personnages et acteurs

### Marlon Brando dans le rôle de Paul

#### Le mariage et le désespoir de Paul
Paul aspire désespérément à être aimé. Sa vie de couple avec Rosa a dû être terrible, une succession de disputes verbales et de silences tendus. Il n'a jamais compris Rosa et ne comprend pas son suicide. Bertolucci décrit la relation de Paul avec Rosa comme œdipienne. Rosa n'était pas seulement l'épouse de Paul, pendant des années elle s'est aussi occupée de lui et était donc une figure maternelle. Une interprétation de l'état de Paul est la suivante : « Ses tirades sont des monologues obsessionnels qui ne demandent ni voix discordante ni réponse ». C'est justement l'inverse que voit une approche explicative psychanalytique qui part du principe qu'un enfant développe son identité en essayant de se reconnaître dans le visage de sa mère qui lui sert de miroir. Le désespoir de Paul vient donc de son incapacité à lire le visage de Rosa. Il se comporte de la même manière avec Catherine, la femme de chambre, qui simule la mort de Rosa et se glisse ainsi dans son rôle. Paul cherche aussi constamment à se faire humilier, il a une envie de mort, et montre à Jeanne avec un plaisir morbide un rat mort qu'il a déniché.
Rosa entretient dans son hôtel son amant Marcel, dont elle fait une copie de Paul, afin d'obtenir de lui l'amour que Paul n'a pas été capable de lui donner. Dans le film narratif conventionnel, ils sont des rivaux de caractère opposé et se combattent. Rosa rapproche cependant l'apparence de Paul et de Marcel en les habillant avec les mêmes peignoirs. Les deux hommes bavardent de prise de poids et de soins capillaires autour d'une bouteille de bourbon encore offerte par Rosa,,. Lorsque Paul quitte Marcel, il lui dit simplement : « Je n'ai jamais compris ce qu'elle voyait en toi ».

#### La relation de Paul avec Jeanne
La relation entre Paul et Jeanne est qualifiée au choix de « liaison »,, « relation sexuelle », « relation intense » ou d'amour fou. Paul transfère sa colère et son désespoir contre Rosa sur Jeanne sous la forme d'un comportement sexuel agressif,,. Les motifs possibles sont également la vengeance contre Jeanne pour son amour œdipien pour sa mère, le mépris de soi ou une tentative d'oublier son deuil dans le sexe. Sans sentiments, une relation sexuelle ne peut pas être à la fois intense et durable. Comme il n'y a pas d'amour entre eux, dans les deux premiers tiers du film, il essaie de maintenir l'intensité en humiliant Jeanne. Il ne parvient pas à rencontrer Jeanne sans machisme et brutalité. Chaque fois que Jeanne montre de vrais sentiments, il développe de nouvelles façons de l'humilier. Il ne veut de relation que sexuelle et nie la possibilité d'un amour.
Dans le dernier tiers du film, il change cependant d'avis et déclare que l'amour est tout de même accessible, à condition d'être passé auparavant par des expériences extrêmes et terribles,,. Il se présente devant Jeanne en tant qu'admirateur, bien habillé en costume, et il revient sur ses précédentes attaques violentes contre l'amour romantique et le mariage. Mais en essayant de transposer leur relation dans une forme socialement légitimée et dans la vie quotidienne, il va à l'encontre de ses propres principes, donne le coup de grâce à son rêve, et signe ainsi sa propre perte,,. Jeanne reconnaît alors en lui le raté pathétique au chewing-gum, le vieil homme épuisé et pitoyable qui perd son énergie en dehors de l'espace particulier de l'appartement,,,. S'il était encore brutal au début du récit, il se démasque au fil du film. Vers la fin, Paul régresse en goujat qui montre ses fesses à la bonne société et en enfant qui colle son chewing-gum usagé sous la balustrade avant de s'étendre par terre en position fœtale, dans le giron de Paris.

#### Un Orphée moderne
Dans Le Dernier Tango à Paris, on trouve des allusions à l'ancienne légende grecque d'Orphée. Celui-ci, inconsolable de la mort de sa femme Eurydice, réussit à convaincre les dieux, grâce à son art du chant, de lui accorder l'accès à l'Hadès afin de la ramener. Cependant, les dieux lui imposèrent la condition de ne pas se tourner vers elle pour la regarder en remontant de l'Hadès. Il ne respecta pas cette condition et la perdit à jamais.
La légende d'Orphée n'est pas facilement reconnaissable, car Bertolucci a divisé la figure de la femme en deux personnages. Paul tente de reconquérir sa femme décédée sous la forme de Jeanne. La règle qu'il impose de ne pas s'échanger leurs prénoms et de ne rien se raconter de leur vie passée correspond à l'ordre donné à Orphée de ne pas regarder en arrière. Lorsque Paul propose à Jeanne un amour bourgeois et étale sa vie devant elle, il enfreint la loi et amorce sa fin tragique. Certains détails de la mise en scène font également référence à Orphée. Les chemins de Paul et de Jeanne se croisent pour la première fois sur un pont ; dans la légende d'Orphée, il fallait traverser le fleuve Styx. Là, ils passent devant un rassemblement de policiers qui correspondent aux gardiens mythologiques. On trouvait déjà des policiers en uniforme similaires dans l'adaptation cinématographique de Jean Cocteau, Orphée (1950), avec Jean Marais. La concierge qui harcèle Jeanne est une sorte d'Érinye. De même, le nom de la rue « rue Jules Verne » est une référence à Orphée, puisque l'écrivain éponyme a transposé la légende à son époque dans son roman gothique Le Château des Carpathes (1892).

#### L'interprétation improvisée de Brando
Dès le début des années 1950, Brando s'est imposé comme une vedette électrisante et rebelle, la figure de proue d'une jeunesse en révolte. Son style de jeu d'acteur était également une rébellion contre le style hollywoodien. Il se comporte comme un marginal difficile que les studios ont poursuivi en justice à plusieurs reprises pour non-respect des accords,,. Après une série d'échecs, la carrière de Brando était au point mort dans les années 1960 ; les studios étaient réticents à financer des projets avec lui. Au début des années 1970, on estimait que l'acteur Brando était une relique d'une époque révolue, où les anciennes conventions étaient encore assez fortes pour qu'il puisse se rebeller contre elles. Ce n'est que son rôle dans Le Parrain (1972) de Francis Ford Coppola qui lui redonne brusquement sa célébrité perdue. La signature de l'accord de Brando pour jouer dans le Dernier Tango et le début du tournage ont toutefois eu lieu avant la sortie du Parrain.
Il n'aurait pas été possible, pour la conception du rôle, d'ignorer les expériences que le public a faites avec Brando depuis deux décennies. La biographie de Paul est la filmographie de Brando. La femme de chambre énumère les étapes de la vie de Paul : Il a été boxeur, révolutionnaire en Amérique du Sud, a voyagé au Japon et a été marin à Tahiti avant d'épouser une femme riche à Paris. Cela correspond aux rôles importants de Brando dans Sur les quais (1954) et Viva Zapata ! (1952) d'Elia Kazan, Sayonara (1957) de Joshua Logan et Les Révoltés du Bounty (1962) de Lewis Milestone et Carol Reed. Dans chaque geste de Brando résonne un rôle antérieur. Il porte un maillot de corps et frappe du poing contre la porte comme dans son rôle de Kowalski dans Un tramway nommé Désir (1951),,,. La confusion entre l'identité de l'acteur et celle du personnage représenté n'était faite dans le cinéma classique que pour les rôles comiques et, si elle se produisait, elle était d'une importance secondaire. La mythologie de la vedette se déployait en dehors du scénario. Ici, elle est déjà présente dans le livre et a trouvé une place encore plus importante grâce à l'improvisation. Néanmoins, Paul et Brando ne sont pas assimilables. Il n'est certes pas possible de déterminer dans quelle mesure Brando joue Paul ou lui-même. Au début du film, c'est justement le manque d'indices sur l'identité sociale de Paul qui fait que l'identité du personnage se confond avec celle de son interprète, Brando.
Jeanne refuse le souhait de Tom de préparer une scène pour son film avec la fameuse réplique « Ce soir, on improvise ! ». Bertolucci ne donne pas aux acteurs de rôles tout faits ; il laisse aux acteurs la possibilité d'improviser afin qu'ils puissent apporter beaucoup d'eux-mêmes dans le rôle. Il mène avec eux, dans le cadre du récit, des conversations presque psychanalytiques afin de susciter chez eux certaines humeurs, d'exacerber les tensions et le malaise : « La relation avec eux était très intense ; j'ai réussi à me débarrasser de mes barrières et je les ai aidés à faire de même. [...] En ce sens, c'est un film libéré ». Lorsqu'il parle des personnages, ce n'est pas de Paul et Jeanne, mais de Marlon et Maria. Il demande à Brando d'être simplement lui-même, de jouer comme si le personnage était Marlon Brando lui-même et non Paul. D'après lui, Brando a pris beaucoup de plaisir à faire ce travail. Contrairement à sa formation, Brando peut jouer comme à l'Actors Studio, c'est-à-dire qu'il ne doit pas devenir quelqu'un d'autre, mais qu'il peut au contraire adapter le rôle à son propre caractère. Bertolucci estime que la contribution de Brando et de Schneider au film est incommensurable, car Brando joue la même scène différemment à chaque prise : « C'est le cadeau le plus fantastique qu'un acteur puisse faire ». Brando ne suit pas sa raison, il suit entièrement son intuition et ses instincts, comme un chasseur, avec la sagesse d'un vieil indien,. Bertolucci est tellement impressionné par son interprétation qu'il craint de ne pas être à la hauteur en tant que réalisateur.
Pour de nombreuses représentations de Brando, un seul enregistrement suffisait, y compris pour les souvenirs de jeunesse. Durant sa jeunesse, la famille de Brando vivait dans une ferme non loin de Chicago. Son père était viriliste et déçu par son fils, sa mère était proche de la nature et du théâtre. Tous deux buvaient ; leur mariage était également entaché d'infidélités,,. Brando s'est rappelé son enfance tout en jouant la scène improvisée de la traite des vaches et celui lui a donné la force de vraiment pleurer pendant la scène. Bertolucci est conscient d'avoir pénétré profondément dans l'intimité de Brando, et pense que Brando y a participé avec un mélange de terreur et de fascination,. Après le tournage, Brando lui aurait reproché avec colère d'avoir été violenté et de lui avoir arraché son intimité,. Après la sortie du film, Brando essaye de minimiser la portée personnelle et authentique de son interprétation : la critique ferait de la surinterprétation. De lui-même, il n'y aurait en Paul « qu'une certaine mélancolie désespérée. Une sombre tristesse. De la haine envers moi-même. Tous les hommes, lorsqu'ils atteignent mon âge et ne sont pas complètement idiots, doivent ressentir un vide en eux, un sentiment d'angoisse et d'inutilité »,. Certains critiques ont classé cette scène comme la meilleure et la plus touchante de Brando. La bouse de vache représenterait la douleur inévitable de l'existence humaine.

### Maria Schneider dans le rôle de Jeanne

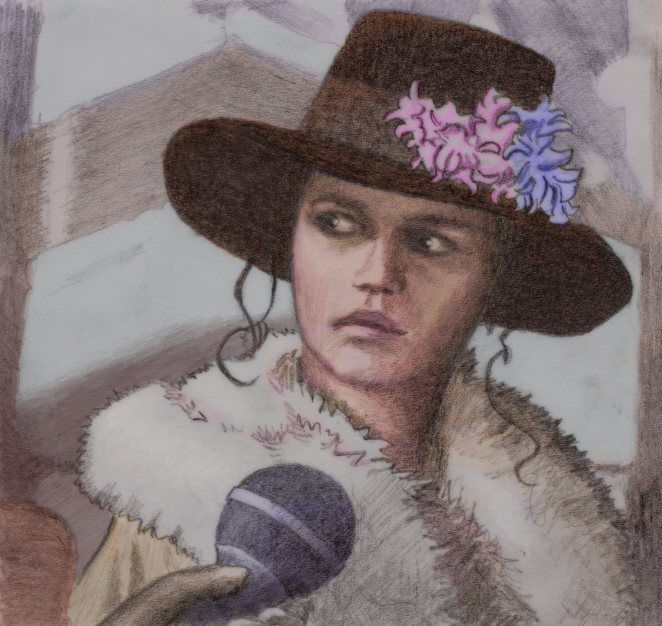
Représentation de Jeanne (Maria Schneider) dans une scène du film.

#### La relation de Jeanne avec Paul
Le père de Jeanne est mort pendant la guerre d'Algérie. Elle trouve Paul ravissant dans son uniforme. On peut supposer qu'elle espère retrouver son père en Paul. Bertolucci qualifie également leur relation d'œdipienne. Jeanne est passive, excitable uniquement par la brutalité, elle se soumet à Paul et est fascinée par lui parce qu'il lui procure l'expérience d'un abandon total,,. L'isolement de Paul, son mystère et son authenticité font de ses rendez-vous avec lui quelque chose de plus palpitant que son quotidien, ils lui procurent une expérience d'aventure et de liberté,,. Paul ne veut pas vieillir, Jeanne ne veut pas devenir adulte. Il est parfois affirmé que Jeanne veut se libérer de son mode de vie bourgeois. Elle subirait de manière masochiste le viol de Paul par sentiment de culpabilité quant à son appartenance de classe.
La fascination de Jeanne pour Paul ne dure que tant qu'il est un homme puissant et brutal. Lorsqu'il lui demande de le pénétrer, elle pressent déjà qu'il cessera de jouer à l'homme fort et qu'il cédera à ses valeurs bourgeoises. L'attirance exercée par le passé mythique de Paul, qui se confond avec celui de Brando, disparaît lorsqu'il lui propose une cohabitation bourgeoise normale : « Quand le passé devient réel, il ne peut plus constituer un mythe vivant pour le présent ». Elle ressent comme un affront sa tentative de lui proposer une relation amoureuse bourgeoise. Ce que Jeanne vit dans l'espace particulier de l'appartement est inacceptable à l'extérieur, à la lumière du jour ; la persécution de Paul lui est pénible. Lorsqu'il met le képi de colonel du père de Jeanne dans la scène finale, il se glisse dans son rôle,. En tirant sur Paul, elle échappe à son démon. S'agit-il d'une libération de la domination de Paul sur elle, ou est-elle trop jeune, pour partager sa souffrance ? Cette décision la fait-elle grandir ? On ne sait pas non plus si elle tire sur Paul au nom de son père. A la fin, les exigences de Paul l'ont rapprochée de Tom.

#### La personnalité de Jeanne
Pour le critique Gérard Legrand, il semblerait que personne de plus de quarante ans n'avait la stature pour combattre Jeanne. Bertolucci déclare à ce sujet : « Jeanne enjambe tranquillement le cadavre de cet homme, avec une innocence supérieure et une cruauté inconsciente ». De la même manière qu'elle enjambe le balai au début, elle surmonte aussi d'autres obstacles et adversités,. Elle dégage une arrogance juvénile et indifférente à la civilisation et à l'autorité, un oubli égocentrique et provocateur du monde : « Dans les années 1970, Jeanne détruit la révolte sociale et sexuelle des années 1960 avec une indifférence blasée ». Elle n'éprouve aucun sentiment de culpabilité envers Tom à cause de sa liaison avec Paul. Alors que Paul est fait de souvenirs, elle est une fille sans passé,,. Pourtant, le réalisateur la qualifie de petite-bourgeoise, « mon moi adolescent ». La critique féminine, notamment, trouve que le personnage manque de caractère et de profondeur.

#### L'interprétation de Maria Schneider
On décrit à l'époque Schneider comme une « jeune femme ronde et charnue aux seins lourds ». Elle montre sa sexualité et sa nudité avec une insouciance enfantine, comme les jeunes filles des tableaux d'Auguste Renoir,,. Bertolucci dit qu'elle avait l'air physiquement très française. Schneider s'exprime en public de manière très sûre d'elle et narcissique. Elle se trouve plus cynique que Brando, plus libre que Bertolucci, et elle était une anti-vedette sans histoires, simplement Maria. Elle se vante d'avoir eu jusqu'à présent cinquante partenaires sexuels masculins et vingt féminins ; elle dit aussi que Brando est trop vieux pour elle. Elle lui reproche d'avoir peur de vieillir, de se maquiller trop soigneusement, d'être paresseux et parfois lent. Sa peur de la nudité montrerait qu'il n'est pas aussi libre qu'elle. Elle souligne qu'elle n'a jamais été soumise : « Je tiens à souligner expressément que Jeanne était un rôle. Il n'y a jamais eu d'histoires comme celle-ci dans ma vie. Jamais ». Un jugement rétrospectif estime que la contribution de Maria Schneider à l'œuvre est le plus souvent sous-estimée. Elle n'apparaît pas comme une actrice inexpérimentée, mais plutôt comme une vedette dont l'amour-propre lui fait oublier les attentes du public.
En 2024, le long-métrage français Maria de Jessica Palud dramatise, du point de vue de Maria Schneider, sa participation au Dernier Tango à Paris.

### Jean-Pierre Léaud dans le rôle de Tom
Tom arrive à la gare Saint-Lazare et, accompagné de sa troupe équipée de caméras et de micros, agresse Jeanne qui l'attendait. Malgré sa résistance, il la prend comme protagoniste de son film. Ce n'est pas à Paul, mais à Tom qu'elle dit : « Tu me forces à faire des choses que je n'ai jamais faites. J'en ai marre de me faire violer ! ».
Alors que Paul semble s'ennuyer, Tom est enthousiaste ; là où Paul voit « de la merde », Tom cherche le mouvement de caméra le plus élégant. Paul s'est réfugié dans l'appartement et à l'hôtel, Tom est assigné à l'espace public. Cependant, Tom est plongé dans la sphère désincarnée du cinéma, tandis que Paul recherche des expériences sensuelles. Tom ne peut pas gérer la vie réelle sans la traduire au préalable en termes cinématographiques. Lui ou sa caméra arrivent souvent trop tard pour capturer la vie,,,. C'est un personnage banal, incapable de comprendre Jeanne, voire « mentalement prépubère ». Son attachement émotionnel à son film est plus fort qu'à Jeanne en chair et en os,. Il la cadre avec ses doigts avant de l'embrasser ; le regard distant prime sur la proximité physique. Bertolucci a utilisé le personnage de Tom pour contrebalancer la gravité du rôle de Brando. Les critiques voient également le côté comique : « Sa profonde ignorance de la vie n'est surpassée que par sa connaissance encyclopédique des Cahiers du cinéma. »
Tom est considéré comme une caricature ou une parodie des auteurs avant-gardistes du cinéma vérité français et comme un voyeur sans imagination,,. Plusieurs critiques sont d'avis que cette caricature fait directement référence à Jean-Luc Godard,,. Tom réclame avec un enthousiasme enfantin la nouveauté — nouveau mariage, nouveaux gestes, nouvel appartement — et se moque de la préférence romantique de Jeanne pour l'ancien appartement. De même, Godard est ces années-là avec le groupe Dziga Vertov à la recherche d'un nouveau langage cinématographique. Tom met en scène sa petite amie comme Godard a mis en scène ses partenaires Anna Karina et Anne Wiazemsky. Le personnage représente un artiste bourgeois godardien qui prétend être un révolutionnaire. Selon Julian C. Rice, Bertolucci semble dire qu'après Godard, l'approche « créative » de Tom est désormais impuissante, car les anciennes valeurs ont déjà été renversées : « il n'y a plus de dragons à abattre ».
Bertolucci souhaite depuis longtemps tourner avec Léaud, car il l'apprécie dans les films de Truffaut et Godard. Tout au long des années 1960, Bertolucci est un admirateur fervent et imitateur occasionnel de Godard, avant de se libérer de cette influence et d'attaquer Godard avec virulence dans Le Conformiste (1970). On peut donc aussi voir en Tom une caricature que Bertolucci fait de lui-même, une moquerie bienveillante à l'égard des cinéphiles,,,. Personnellement, Bertolucci dément que Tom est un personnage godardien. Il éprouve de la sympathie pour Tom parce qu'il se reconnaît en lui. Ce personnage serait donc pour lui un adieu à son enthousiasme initial pour le cinéma, qui avait autrefois été très important pour lui et qu'il trouvait désormais de plus en plus ridicule,.